# Raye-sur-Authie
Raye-sur-Authie är en kommun i departementet Pas-de-Calais i regionen Hauts-de-France i norra Frankrike. Kommunen ligger i kantonen Hesdin som tillhör arrondissementet Montreuil. År 2022 hade Raye-sur-Authie 228 invånare.

## Befolkningsutveckling
Antalet invånare i kommunen Raye-sur-Authie
| Referens: INSEE |